# Seconda Categoria

Logo seconda categoria

La Seconda Categoria è il quinto livello dilettantistico del campionato italiano di calcio, e rappresenta complessivamente l'ottavo e penultimo livello dell'intera piramide calcistica nazionale. Il campionato è organizzato dalle delegazioni provinciali della LND, sebbene in alcune regioni tale competizione venga organizzata dalle delegazioni regionali.

## Storia
La manifestazione nacque con l'istituzione della Lega Nazionale Dilettanti nel 1959, allorquando la vecchia Prima Divisione fu fusa con la Seconda Divisione, creando un nuovo campionato di Seconda Categoria la cui organizzazione fu demandata ai Comitati Provinciali. Negli anni successivi la competizione passò gradualmente ad una gestione regionale.
Dalla stagione 1998-99 il campionato di Seconda Categoria, in diverse realtà, non è più gestito dai Comitati Regionali che ne programmano soltanto la composizione dei gironi e la redazione dei calendari ufficiali, ma dalle Delegazioni Provinciali, che gestiscono i recuperi ed irrogano le sanzioni sportive trasmettendo ai Comitati Regionali l'elenco delle squadre promosse, retrocesse e le sanzioni residue da scontare la stagione successiva; pertanto, tale campionato non ha una struttura predefinita.
Il primo Comitato Regionale a proporre il cambiamento è stato quello della Calabria a causa di notevoli problemi strutturali. A seguirne l'esempio sono state altre cinque regioni: Piemonte, Lombardia, Liguria, Trentino-Alto Adige (in virtù della suddivisione fra le due province autonome di Trento e Bolzano) ed Emilia-Romagna. Tutte le altre hanno subito posto delle resistenze e avanzato eccezioni e in esse, alla stagione sportiva 2024/2025, la Seconda Categoria è ancora organizzata e gestita a livello regionale.
In ogni caso però, le squadre prime classificate sono promosse in Prima Categoria, e le ultime vengono retrocesse in Terza Categoria.
In provincia di Bolzano il campionato assume anche il nome tedesco di Zweite (2.) Amateurliga, ovvero "seconda lega dilettantistica". Nella parte orientale del Friuli, per la comunità slovena, prende il nome Druga (2.) amaterska liga.

## Regolamento
Le prime classificate di ogni girone sono promosse in Prima Categoria, mentre l'ultima arrivata scende in Terza Categoria. È prevista la disputa dei play-off e dei play-out, con vari regolamenti definiti su base regionale per definire le contendenti alla promozione e alla retrocessione.
In tutte le partite della Seconda Categoria, tranne casi di assoluta necessità, il competente organo tecnico dell'Associazione Italiana Arbitri, spesso l'OTS, designa solo l'arbitro. Il ruolo di assistente dell'arbitro viene ricoperto da un tesserato per ciascuna delle Società partecipanti alla gara. Solo in alcune manifestazioni e in alcuni tornei, soprattutto le semifinali e finali, il competente organo tecnico designa anche gli assistenti federali e, talvolta, anche il quarto uomo.

## Elenco dei gironi per regione
I campionati di Seconda Categoria si disputano in tutte le regioni italiane. Ad eccezione di Basilicata, Molise, Trentino (Provincia autonoma di Trento) e Umbria, rappresenta il penultimo livello della piramide calcistica. Piemonte e Valle d'Aosta sono rappresentate da un'unica delegazione regionale come nelle categorie superiori. Nella stagione sportiva 2024/2025 sono state iscritte 2.198 squadre, suddivise in 152 gironi.

### Abruzzo
- Girone A a 14 squadre;
- Girone B a 14 squadre;
- Girone C a 14 squadre;
- Girone D a 14 squadre.

Totale: 56 squadre in 4 gironi

### Alto Adige
- Girone A a 14 squadre;
- Girone B a 14 squadre.

Totale: 28 squadre in 2 gironi

### Basilicata
- Girone A a 12 squadre;
- Girone B a 12 squadre;
- Girone C a 13 squadre.

Totale: 37 squadre in 3 gironi

### Calabria
- Girone A - Corigliano-Rossano (CS) a 12 squadre;
- Girone B - Cosenza a 12 squadre;
- Girone C - Catanzaro a 12 squadre;
- Girone D - Vibo Valentia a 12 squadre;
- Girone E - Gioia Tauro a 12 squadre.

Totale: 60 squadre in 5 gironi

### Campania
- Girone A a 13 squadre,
- Girone B a 13 squadre,
- Girone C a 13 squadre,
- Girone D a 14 squadre,
- Girone E a 14 squadre,
- Girone F a 14 squadre,
- Girone G a 13 squadre,
- Girone H a 13 squadre,
- Girone I a 13 squadre;
- Girone L a 13 squadre.

Totale: 133 squadre in 10 gironi

### Emilia Romagna
- Girone A - Piacenza a 14 squadre;
- Girone B - Parma a 14 squadre,
- Girone C - Parma a 14 squadre;
- Girone D - Reggio Emilia a 14 squadre;
- Girone E - Reggio Emilia a 14 squadre;
- Girone F - Modena a 14 squadre,
- Girone G - Modena a 14 squadre;
- Girone H - Bologna a 14 squadre,
- Girone I - Bologna a 14 squadre,
- Girone L - Ferrara a 14 squadre;
- Girone M - Ravenna a 14 squadre;
- Girone N - Ravenna a 14 squadre;
- Girone O - Forlì-Cesena a 14 squadre;
- Girone P - Rimini a 14 squadre.

Totale: 196 squadre in 14 gironi

### Friuli-Venezia Giulia
- Girone A a 14 squadre;
- Girone B a 14 squadre;
- Girone C a 14 squadre;
- Girone D a 14 squadre.

Totale: 56 squadre in 4 gironi

### Lazio
- Girone A a 14 squadre;
- Girone B a 14 squadre;
- Girone C a 14 squadre;
- Girone D a 14 squadre;
- Girone E a 13 squadre;
- Girone F a 14 squadre;
- Girone G a 14 squadre;
- Girone H a 14 squadre;
- Girone I a 13 squadre;
- Girone L a 14 squadre.

Totale: 138 squadre in 10 gironi

### Liguria
- Girone A - Imperia a 10 squadre;
- Girone B - Savona a 12 squadre;
- Girone C - Genova a 14 squadre,
- Girone D - Genova a 14 squadre;
- Girone E - Chiavari (GE) a 13 squadre;
- Girone F - La Spezia a 12 squadre.

Totale: 75 squadre in 6 gironi

### Lombardia
- Girone A - Bergamo a 16 squadre;
- Girone B - Bergamo a 16 squadre;
- Girone C - Bergamo a 18 squadre;
- Girone D - Brescia a 16 squadre;
- Girone E - Brescia a 16 squadre;
- Girone F - Brescia a 16 squadre;
- Girone G - Como a 16 squadre;
- Girone H - Cremona a 16 squadre;
- Girone I - Cremona a 16 squadre;
- Girone J - Lodi a 16 squadre;
- Girone K - Lodi a 16 squadre;
- Girone L - Lecco a 16 squadre;
- Girone M - Legnano (MI) a 16 squadre;
- Girone N - Mantova a 16 squadre;
- Girone O - Milano a 16 squadre;
- Girone P - Milano a 16 squadre,
- Girone Q - Milano a 16 squadre,
- Girone R - Monza e della Brianza a 16 squadre,
- Girone S - Monza e della Brianza a 16 squadre;
- Girone T - Pavia a 16 squadre;
- Girone U - Pavia a 16 squadre;
- Girone V - Sondrio a 14 squadre;
- Girone X - Varese a 16 squadre,
- Girone Z - Varese a 16 squadre.

Totale: 384 squadre in 24 gironi

### Marche
- Girone A a 16 squadre;
- Girone B a 16 squadre;
- Girone C a 16 squadre;
- Girone D a 16 squadre;
- Girone E a 16 squadre;
- Girone F a 16 squadre;
- Girone G a 16 squadre;
- Girone H a 16 squadre.

Totale: 128 squadre in 8 gironi

### Molise
- Girone A a 12 squadre;
- Girone B a 11 squadre;
- Girone C a 11 squadre.

Totale: 34 squadre in 3 gironi

### PiemonteeValle d'Aosta
- Girone A a 14 squadre;
- Girone B a 14 squadre;
- Girone C a 14 squadre;
- Girone D a 14 squadre;
- Girone E a 14 squadre;
- Girone F a 14 squadre;
- Girone G a 14 squadre;
- Girone H a 14 squadre.

Totale: 112 squadre in 8 gironi

### Puglia
- Girone A a 13 squadre;
- Girone B a 15 squadre;
- Girone C a 14 squadre.

Totale: 42 squadre in 3 gironi

### Sardegna
- Girone A a 15 squadre;
- Girone B a 15 squadre;
- Girone C a 15 squadre;
- Girone D a 15 squadre;
- Girone E a 15 squadre;
- Girone F a 15 squadre;
- Girone G a 15 squadre;
- Girone H a 15 squadre.

Totale: 120 squadre in 8 gironi

### Sicilia
- Girone A a 11 squadre;
- Girone B a 11 squadre;
- Girone C a 12 squadre;
- Girone D a 12 squadre;
- Girone E a 13 squadre;
- Girone F a 11 squadre;
- Girone G a 11 squadre.

Totale: 81 squadre in 7 gironi

### Toscana
- Girone A a 16 squadre;
- Girone B a 16 squadre;
- Girone C a 16 squadre;
- Girone D a 16 squadre;
- Girone E a 16 squadre;
- Girone F a 16 squadre;
- Girone G a 16 squadre;
- Girone H a 16 squadre;
- Girone I a 16 squadre;
- Girone L a 16 squadre;
- Girone M a 16 squadre.

Totale: 176 squadre in 11 gironi

### Trentino
- Girone A a 13 squadre;
- Girone B a 14 squadre;
- Girone C a 14 squadre.

Totale: 41 squadre in 3 gironi

### Umbria
- Girone A a 15 squadre;
- Girone B a 15 squadre;
- Girone C a 15 squadre.

Totale: 45 squadre in 3 gironi

### Veneto
- Girone A a 16 squadre;
- Girone B a 16 squadre;
- Girone C a 16 squadre;
- Girone D a 16 squadre;
- Girone E a 16 squadre;
- Girone F a 16 squadre;
- Girone G a 16 squadre;
- Girone H a 16 squadre;
- Girone I a 16 squadre;
- Girone L a 16 squadre;
- Girone M a 16 squadre;
- Girone N a 16 squadre;
- Girone O a 16 squadre;
- Girone P a 16 squadre;
- Girone Q a 16 squadre;
- Girone R a 16 squadre.

Totale: 256 squadre in 16 gironi